# Граф Морей

Герб графов Морея из рода Стюартов

Граф Морей или Мори (англ. Earl of Moray) — наследственный титул пэра Шотландии. До официального учреждения графского титула существовали королевство или мормэрство Морей до 1130 года, когда область Морей была включена Давидом I в состав королевского домена.

## История графства Морей
Из-за своей удаленности область Морей не сильно пострадала во время многочисленных войн между Шотландией и Англией. Англичане проникали в Морей трижды (в 1296, 1303 и 1335 годах). Морей был оккупирован английскими войсками только в 1296—1297 годах. Морей стал базой для Роберта Брюса во время его борьбы против клана Коминов и их союзников. В 1303 году область Морей была вынуждена подчиниться королю Англии Эдуарду I Плантагенету. В 1312 году король Шотландии Роберт Брюс назначил графом Морея своего племянника Томаса Рэндольфа (ум. 1332). В том же 1332 году Томас Рэндольф, 2-й граф Морей, погиб в битве при Дапплин-Муре с Эдуардом Баллиолем. Ему наследовал младший брат Джон Рэндольф, 3-й граф Морей (ум. 1346), погибший в битве при Невиллс-Кроссе против англичан. После его смерти графство Морей было возвращено шотландской короне.
В 1372 году титул графа Морея была предоставлен сэру Джону Данбару (ум. 1391/1392), старшему сыну Патрика Данбара (ум. 1356) и Изабеллы Рэндольф, дочери Томаса Рэндольфа, 1-го графа Морея. Земли графства Морей были разделены между Джоном Данбаром и Александром Стюартом, графом Бьюкена, сыном короля Роберта II. Джону Данбару наследовал старший сын Томас Данбар, 5-й граф Морей (ум. 1415/1422). Его сменили сыновья: Томас Данбар, 6-й граф Морей (ум. 1427) и Джеймс Данбар, 7-й граф Морей (ум. 1429).
В 1429 году после смерти Джеймса Данбара, 7-го графа Морея графский титул перешел к его дочери Элизабет Данбар, 8-й графине Морея (ум. 1485). Её первым мужем стал Арчибальд Дуглас (1426—1455), граф Морей, третий сын Джеймса Дугласа, 7-го графа Дугласа. В битве при Аркингольме Арчибальд Дуглас погиб в битве со сторонниками короля Якова II Стюарта. Морей был включен в состав королевских владений.
В 1501 году титул графа Морея получил Джеймс Стюарт (1499—1544), незаконнорождённый сын короля Шотландии Якова IV Стюарта и его любовницы Джанет Кеннеди. Он скончался бездетным, и титул пресекся.
В 1549 году новым графом Морея стал Джордж Гордон, 4-й граф Хантли (1514—1562), сын Джона Гордона, лорда Гордона (ум. 1517), и Маргарет Стюарт, незаконнорождённой дочери короля Шотландии Якова IV, внук Александра Гордона, 3-го графа Хантли. В 1562 году поднял восстание против королевской власти, был разбит и умер, а его владения были конфискованы.
В том же 1562 году титул графа Морея получил Джеймс Стюарт (1531—1570), внебрачный сын шотландского короля Якова V Стюарта и Маргарет Эрскин, сводный брат королевы Марии Стюарт. В 1567—1570 годах Джеймс Стюарт, граф Морей, был регентом Шотландии.
Вспомогательные титулы графа Морея: лорд Абернети и Стретерн (создан в 1562 году), лорд Дун (1581) и лорд Сент-Колме (1611). Кроме того, лорд Морей носил титул барона Стюарта (1796) из замка Стюарт в графстве Инвернесс. В качестве пэров Великобритании графы Морей заседали в Палате лордов до 1963 года.
Самым известным графом был Джеймс Стюарт, 2-й граф Морей (1565—1591/1592), муж Элизабет Стюарт, 2-й графини Морей, который носил титул де-юре (по праву жены). Он стал персонажем известной баллады «The Bonny Earl O’Moray». Он также являлся прямым потомком по мужской линии короля Шотландии Роберта II Стюарта.
Родовые резиденции Дун Лодж в Дуне (нынешний административный округ Стерлинг) и замок Дарнауэй к юго-западу от города Форрес в Морее.

## Графы Морей, первая креация (1312)
- Томас Рэндольф, 1-й граф Морей (ум. 20 июля 1332)
- Томас Рэндольф, 2-й граф Морей (ум. 11 августа 1332)
- Джон Рэндольф, 3-й граф Морей (1306 — 17 октября 1346)

## Графы Морей, вторая креация (1372)
- 1372—1391/1392: Джон Данбар, 4-й граф Морей (ум. 1391/1392), сын сэра Патрика Данбара и Изабель Рэндольф, дочери Томаса Рэндольфа, 1-го графа Морея
- 1391/1392 — 1415/1422: Томас Данбар, 5-й граф Морей (ум. 1415/1422), сын предыдущего
- 1415/1422 — 1427: Томас Данбар, 6-й граф Морей (ум. 1427), сын предыдущего
- 1427—1429: Джеймс Данбар, 7-й граф Морей (ум. 1429), брат предыдущего
- Элизабет Данбар, 8-я графиня Морей (ум. 1485), старшая дочь Джеймса Данбара, 7-го графа Морея, 1-й муж — Арчибальд Дуглас, граф Морей (1426—1455), 2-й муж — Джордж Гордон, 2-й граф Хантли (ум. 1501; брак аннулирован в 1459/60), 3-й муж — сэр Джон Колкагун (ок. 1390 — 1479), сын Малькольма Колкагуна.

## Графы Морей, третья креация (1501)
- 1501—1544: Джеймс Стюарт, 1-й граф Морей (1499—1544), незаконнорождённый сын короля Шотландии Якова IV Стюарта и Джанет Кеннеди.

## Графы Морей, четвёртая креация (1549)
- 1549—1562: Джордж Гордон, 4-й граф Хантли, 1-й граф Морей (1514—1562), сын Джона Гордона, лорда Гордона (сына 3-го графа Хантли), и Маргариты Стюарт, незаконнорождённой дочери короля Шотландии Якова IV.

## Графы Морей, пятая креация (1562)
- 1562—1570: Джеймс Стюарт, 1-й граф Морей (1531—1570), незаконнорождённый сын шотландского короля Якова V Стюарта и Маргарет Эрскин, сводный брат королевы Марии Стюарт
- 1570—1591: Элизабет Стюарт, 2-я графиня Морей (после 1565 — 18 ноября 1591), старшая дочь предыдущего
- 1580—1592: Джеймс Стюарт, 2-й граф Морей (де-юре) (ок. 1565 — 7 февраля 1592), 2-й лорд Дун (с 1590), старший сын Джеймса Стюарта, 1-го лорда Дуна (ум. 1590) — прапрапраправнука Мёрдока Стюарта, 2-го герцога Олбани[4]. Муж и соправитель Элизабет Стюарт, графини Морей.
- 1591—1638: Джеймс Стюарт, 3-й граф Морей (ок. 1581 — 6 августа 1638), старший сын предыдущего
- 1638—1653: Джеймс Стюарт, 4-й граф Морей (ок. 1611 — 4 марта 1653), единственный сын предыдущего
- 1653—1701: Александр Стюарт, 5-й граф Морей (8 мая 1634 — 1 ноября 1701), второй сын и преемник 4-го графа Морея.
- 1701—1735: Чарльз Стюарт, 6-й граф Морей (ок. 1660 — 7 октября 1735), второй сын 5-го графа Морея
- 1735—1739: Фрэнсис Стюарт, 7-й граф Морей (4 сентября 1673 — 11 декабря 1739), младший (четвертый) сын 5-го графа Морея
- 1739—1767: Джеймс Стюарт, 8-й граф Морей (1708 — 5 июля 1767), сын предыдущего
- 1767—1810: Фрэнсис Стюарт, 9-й граф Морей (11 января 1737 — 28 августа 1810), сын 8-го графа Морея от первого брака
- 1810—1848: Фрэнсис Стюарт, 10-й граф Морей (2 февраля 1771 — 12 января 1848), сын и преемник 9-го графа Морея
- 1848—1859: Фрэнсис Стюарт, 11-й граф Морей (7 ноября 1795 — 6 мая 1859), старший сын 10-го графа Морея от первого брака с Люси Скотт
- 1859—1867: Джон Стюарт, 12-й граф Морей (25 января 1797 — 8 ноября 1867), младший сын 10-го графа Морея от первого брака с Люси Скотт
- 1867—1872: Джордж Арчибальд Стюарт, 13-й граф Морей (3 марта 1810 — 12 февраля 1872), старший сын 10-го графа Морея от второго брака с Маргарет Джейн Эйнсли
- 1872—1895: Филипп Джордж Стюарт, 14-й граф Морей (14 августа 1816 — 16 марта 1895), младший сын 10-го графа Морея от второго брака с Маргарет Джейн Эйнсли
- 1895—1901: Эдмунд Арчибальд Стюарт, 15-й граф Морей (5 ноября 1840 — 11 июня 1901), старший сын преподобного Эдмундра Латрелла Стюарта (1798—1869) и Элизабет Джексон (ум. 1885), внук Арчибальда Стюарта (1771—1832) и правнук Фрэнсиса Стюарта, 9-го графа Морея
- 1901—1909: Фрэнсис Джеймс Стюарт, 16-й граф Морей (24 ноября 1842 — 20 ноября 1909), второй сын преподобного Эдмундра Латрелла Стюарта (1798—1869) и Элизабет Джексон (ум. 1885), внук Арчибальда Стюарта (1771—1832) и правнук Фрэнсиса Стюарта, 9-го графа Морея
- 1909—1930: Мортон Грей Стюарт, 17-й граф Морей (16 апреля 1855 — 19 апреля 1930), младший сын преподобного Эдмундра Латрелла Стюарта (1798—1869) и Элизабет Джексон (ум. 1885), внук Арчибальда Стюарта (1771—1832) и правнук Фрэнсиса Стюарта, 9-го графа Морея
- 1930—1943: Фрэнсис Дуглас Стюарт, 18-й граф Морей (10 июля 1892 — 9 июля 1943), старший сын предыдущего
- 1943—1974: Арчибальд Джон Мортон Стюарт, 19-й граф Морей (14 ноября 1894 — 27 марта 1974), второй сын 17-го графа Морея
- 1974—2011: Дуглас Джон Морей Стюарт, 20-й граф Морей (13 февраля 1928 — 23 сентября 2011), старший сын и преемник предыдущего
- 2011 — настоящее время: Джон Дуглас Стюарт, 21-й граф Морей (род. 29 августа 1966), единственный сын 20-го графа Морея
- Наследник: Джеймс Дуглас Стюарт, лорд Дун (род. 30 ноября 2002), старший сын 21-го графа Морея